# اکنون مرا ترک مکن (ترانه پینک فلوید)
«اکنون مرا ترک مکن» (به انگلیسی: Don't Leave Me Now) آهنگی ساختهٔ پینک فلوید است، که در آلبوم دوگانه‌شان دیوار محصول ۱۹۷۹ قرار دارد و همینطور بعنوان طرف جانبی تک‌آهنگ «بدو بزن به چاک» منتشر شده‌بود.

## آهنگ‌سازی
بخش اصلی «اکنون مرا ترک مکن»، با سینث‌سایزر بیس، پیانو و گیتار با افکت delay-treated ضبط شد.

## داستان
پینک در ادامه آهنگ «یکی از نوبت‌های من» که اول متوجه خیانت همسرش شده، و بعد دختری که با خود به هتل آورده را فراری داده، با التماسی جنون وار و مالیخولیایی، از همسرش می‌خواهد که اور را ترک نکند اما التماس او حالتی انتقام جویانه و وحشیانه دارد:
من به تو نیاز دارم تا در جلوی دوستانم تو را در خردکن بگذارم!
پینک احتمالا پشت دیوار ذهنی و استعاره‌ای خود، دچار جنون و از خودبیگانگی شده است.
واترز در یک مصاحبه با جیم لاد در سال ۱۹۸۰، در مورد این آهنگ توضیح داد که در مورد «دو نفر که به بدترین شکل به یکدیگر خیانت می‌کنند» می‌باشد، با اینحال همانطور که انتظار میرفت ارتباط‌شان پایان یابد خودشان رابطه را خراب کردند. واترز همچنین در طی ویژه برنامهٔ رادیویی ایالات متحده در سال ۱۹۹۲، پینک فلوید: ۲۵مین سالگرد استثنایی، اظهار داشت که متن ترانه ارتباطی با زندگی شخصی خودش نداشته‌است، درحالی که او با همسرش در زندگی حقیقی‌شان ارتباط صمیمی دارند.

## نسخه فیلم
آهنگ با نمای نزدیکی از آثار باقی‌مانده در اتاق پینک در هتل آغاز می‌شود، سپس استخر هتل را نشان می‌دهد که پینک به شکل صلیب روی آب شناور است و دست راستش را از روی خشم بسیار قطع کرده‌است. خون پینک در آب استخر مشخص است. آنچه در ادامه دیده می‌شود تصورات خیالی است که پینک فیلم The Dam Busters را در تلویزیون در یک اتاق خیلی بزرگ‌تر و کاملاً خالی در هتل می‌بیند. سایهٔ همسر پینک روی دیوار پشتی پیش از اینکه دعا خواندن هیولای آخوندک مانند صورت خارجی به خود گیرد ظاهر می‌شود، که پس از آن به یک گل مهبل مانند از اکنون باید چه کنیم؟ تبدیل می‌شود. آهنگ با از ترس دولا شدن پینک در گوشه‌ای از اتاق، شکنجه شده توسط آخوندک خیالی در مقابل او، و افکار خیانت همسرش پایان می‌یابد.

## دست‌اندرکاران
- راجر واترز – ئی‌ام‌اس وی‌سی‌اس ۳، خواننده[۳]
- نیک میسن – درامز[۳]
- دیوید گیلمور – گیتار بیس، گیتار، خواننده پشتیبان، نفس کشیدن[۳]
- ریچارد رایت – رکاب‌های بیس، ارگ، پیانو، سینث‌سایزر[۳]